# 23. јун
23. јун (23.6.) је 174. дан године по грегоријанском календару (175. у преступној години). До краја године има још 191 дана.

## Догађаји
- 1501 — Португалски поморац Педро Кабрал вратио се са путовања на којем је запосео подручје данашњег Бразила и назвао га Илха да Вера Круз. Прва насеља на том подручју Португалци основали 1521.
- 1757 — Британци су победом у бици код Пласеја индијским гувернером Бенгала, учврстили власт у источној Индији.
- 1785 — Турска војска скадарског везира Махмуд-паше Бушатлије ушла у Цетиње и по трећи пут срушила Цетињски манастир.
- 1791 — Француски краљ Луј XVI и краљица Марија Антоанета откривени су у покушају бекства и ухапшени код Варена.
- 1945 — Јапански командант, генерал Мицуру Ушиђима, извршио самоубиство после пораза јапанске војске на острву Окинава, у једној од најкрвавијих битака у Другом светском рату. Према званичним подацима, током борби за Окинаву погинуло 234.183 војника и цивила.
- 1947 — Конгрес САД усвојио Тафт-Хартлијев закон, којим је ограничено право радника на штрајк. Шеф државе добио право да на 80 дана суспендује сваку штрајкачку акцију коју оцени опасном по националну безбедност.
- 1956 — Пуковник Гамал Абдел Насер изабран за председника Египта.
- 1960 — Патрис Лумумба постао први председник владе нове независне државе Демократске Републике Конго.
- 1970 — Јапански студенти се у Токију сукобили с полицијом током великих демонстрација против продужења америчко-јапанског пакта о безбедности.
- 1985 — Изнад Атлантског океана експлодирао боинг 747 компаније Ер Индија. Погинуло свих 329 путника и чланова посаде. За подметање бомбе у авион оптужени сепаратисти Сики.
- 1993 — Нигеријски диктатор, генерал Ибрахим Бабангида, поништио председничке изборе одржане 12. јуна и онемогућио повратак демократије.
- 1994 — Јужна Африка после деценије међународне изолације због политике апартхејда, поново заузела место у Генералној скупштини Уједињених нација.
- 1999 — Југословенски економисти из невладине Групе 17 проценили да је укупна економска штета после НАТО-бомбардовања Југославије 29 милијарди и 608 милиона динара.
- 2001 — Влада Југославије усвојила Уредбу о сарадњи с Међународним судом за ратне злочине у Хагу.
- 2016 — Британци су се тесном већином од 51,89% — 48,11% на референдуму изјаснили за излазак Уједињеног Краљевства из Европске уније.
- 2016 — Ер Србија је обавила први лет на релацији Београд—Њујорк.

## Рођења
- 1668 — Ђанбатиста Вико, италијански политички филозоф, реторичар, историчар и правник. (прем. 1744)[1]
- 1889 — Ана Ахматова, руска песникиња и преводилац. (прем. 1966)[2]
- 1899 — Густав Крклец, хрватски књижевник. (прем. 1977)[3]
- 1910 — Жан Ануј, француски драмски писац. (прем. 1987)[4]
- 1912 — Алан Тјуринг, енглески математичар, логичар и криптограф. (прем. 1954)[5]
- 1927 — Боб Фоси, амерички глумац, плесач, кореограф, редитељ и сценариста. (прем. 1987)[6]
- 1929 — Џун Картер Кеш, америчка музичарка, глумица, плесачица и комичарка. (прем. 2003)[7]
- 1929 — Лаза Лазић, српски књижевник. (прем. 2023)[8]
- 1929 — Стеван Шалајић, српски глумац. (прем. 2002)[9]
- 1937 — Марти Ахтисари, фински политичар и дипломата, 10. председник Финске, добитник Нобелове награде за мир (2008). (прем. 2023)[10]
- 1940 — Вилма Рудолф, америчка атлетичарка. (прем. 1994)[11]
- 1940 — Стјуарт Сатклиф, енглески сликар и музичар, најпознатији као првобитни басиста групе The Beatles. (прем. 1962)[12]
- 1943 — Љерка Драженовић, југословенска глумица, новинарка и ТВ водитељка. (прем. 2013)[13]
- 1947 — Брајан Браун, аустралијски глумац.[14]
- 1955 — Жан Тигана, француски фудбалер и фудбалски тренер.[15]
- 1957 — Франсес Макдорманд, америчка глумица.[16]
- 1964 — Џос Видон, амерички продуцент, редитељ, сценариста, писац стрипова и композитор.[17]
- 1965 — Милош Бурсаћ, српски фудбалер.[18]
- 1970 — Јан Тјерсен, француски музичар и композитор.[19]
- 1972 — Селма Блер, америчка глумица.[20]
- 1972 — Зинедин Зидан, француски фудбалер и фудбалски тренер.[21]
- 1975 — Алексис Фокс, америчка порнографска глумица.[22]
- 1976 — Патрик Вијера, француски фудбалер и фудбалски тренер.[23]
- 1976 — Паола Суарез, аргентинска тенисерка.[24]
- 1977 — Џејсон Мраз, амерички музичар.[25]
- 1980 — Дејвид Андерсен, аустралијски кошаркаш.[26]
- 1980 — Јован Маркоски, српски фудбалер.[27]
- 1980 — Мелиса Рауш, америчка глумица.[28]
- 1980 — Франческа Скјавоне, италијанска тенисерка.[29]
- 1984 — Дафи, велшка музичарка и глумица.[30]
- 1985 — Мајк Грин, амерички кошаркаш.[31]
- 1987 — Нандо де Коло, француски кошаркаш.[32]
- 1988 — Ник Марфи, аустралијски музичар.[33]
- 1990 — Вашек Поспишил, канадски тенисер.[34]
- 1995 — Дана Паола, мексичка певачица и глумица.[35]

## Смрти
- 79 — Тит Флавије Веспазијан, римски Император.[36]
- 1537 — Педро де Мендоза, шпански истраживач, основао Буенос Ајрес.[37]
- 1896 — Манојло Ђорђевић Призренац, српски новинар и књижевник. (рођ. 1851)[38]
- 1989 — Богдан Чиплић, српски књижевник, преводилац и управник Српског народног позоришта. (рођ. 1910)[39]
- 1995 — Џонас Едвард Салк, амерички микробиолог.[40]
- 1996 — Андреас Папандреу, грчки државник и економиста.[41]
- 1998 — Морин О’Саливан, америчка глумица ирског порекла.[42]
- 2004 — Алекса Радовановић, последњи ветеран Првог светског рата из Србије (рођ. 1900)[43]
- 2007 — Васа Поповић је био писац, новинар, сатиричар, хумориста (рођ. 1923)

## Празници и дани сећања
- Међународни празници
  - Дан јавног сервиса Уједињених нација
- Српска православна црква слави:
  - Свештеномученика Тимотеја - епископа бруског
  - Свете мученике Александра и Антонину
  - Светог Васијана - епископа лавдијског